# Curtis’s Botanical Magazine
Botanical Magazine; or, Flower-Garden Displayed, — иллюстрированное издание, издающееся с 1787 года. Является самым старым ботаническим журналом, широко известно под названием Curtis’s Botanical Magazine.
Каждый из выпусков журнала содержит описание на официальном, но доступном языке, и известен тем, что в нём представлены работы двух столетий ботанических иллюстраторов. Многие растения впервые были описаны на его страницах, и приведенное описание было дополнено подробными иллюстрациями.

## История
Первый номер, вышедший 1 февраля 1787 года, был опубликован Уильямом Кёртисом как иллюстрированный садоводческий и ботанический журнал. Кертис был аптекарем и ботаником, который занимал должность в Кью Гарденс, который опубликовал за несколько лет до этого высоко оценённую, но плохо продававшуюся Флору Лондиненсис. Издание ознакомило читателей с декоративными и экзотическими растениями, которые оно представило в формате октаво. Художники, которые ранее отдавали свои изображения растений богатой аудитории, теперь увидели, что их работы опубликованы в формате, доступном для более широкой аудитории. Иллюстрации были изначально отпечатаны вручную, взяты с медных гравюр и предназначены для иллюстрации текста. Идентифицируемое растение сопровождалось одной или двумя страницами текста, на которых описывались его свойства, история, характеристики роста, приводились общеупотребительные названия вида.

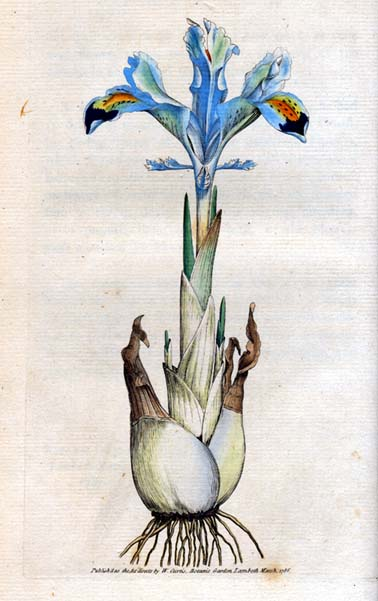
Iris persica (Sowerby)

Иллюстрации первого тома были сделаны в основном Сиденемом Эдвардсом. Спор с редакцией привел к его уходу, который организовал конкурирующий журнал — Ботанический регистр. Финансирование первого выпуска (Iris persica) принадлежит Джеймсу Сауэрби. В первых тридцати томах использовалась медная гравировка для изготовления тарелок, ручная окраска которых выполнялась множеством работников — до тридцати человек. Тираж составлял 3000 экземпляров, по 3 листа в каждом экземпляре. По мере роста себестоимости и увеличения спроса число экземпляров менялось от выпуска к выпуску. Более позднее использование машинной окраски заменило бы работу художников, хотя процесс не мог дать ту же самую детализацию в течение многих лет. Журнал считается ведущим журналом ранней ботанической иллюстрации.

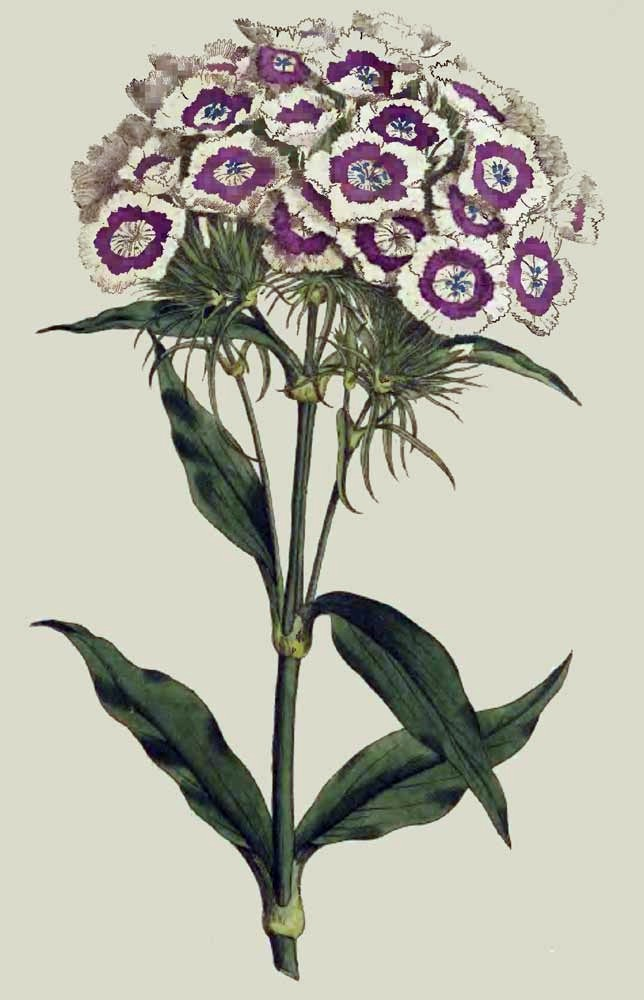
Dianthus barbatus Plate 207 (1793)

Когда Кертис умер, закончив 13 томов (1787—1800), его друг Джон Симс стал редактором между 1801 и 1807 (тома 15-26) и сменил имя. Уильям Хукер был редактором с 1826 года, привнес в него свой опыт ботаника и автора конкурирующего журнала Exotic Botany. Хукер привел в журнал художника Уолтера Гуда Фитча, тот стал главным художником журнала на сорок лет.
Джозеф Далтон Хукер последовал за своим отцом, став директором Kew Gardens в 1865 году и редактором его журнала. Фитч ушёл из журнала в 1877 году после спора с Хукером, для которого Фитч готовил иллюстрации к нескольким книгам, и вмешалась дочь Хукера Хэрриет Энн Хукер Тизелтон-Дайер. Она предоставила почти 100 иллюстраций для публикации в период 1878—1880 гг., помогавший поддерживать жизнеспособность журнала до следующего главного художника, Матильды Смит, которая стала ведущим иллюстратором.
Как Тизелтон-Дайер, Смит был приглашен в журнал Хукером, который был её двоюродным братом. Между 1878 и 1923 годами Смит нарисовал более 2300 пластинок для Кертиса. Её исключительный вклад состоял в том, чтобы она стала первым ботаническим художником Кью, и позже она стала членом Общества Линнея — второй женщиной, которая достигла этого. Научная ценность рисунков и иллюстраций, источник гордости и известности журнала, требовала тщательной подготовки иллюстраторов. Художник работал в тесном сотрудничестве с ботаником, чтобы изобразить образец, использование деталей, окружающих изображение, придало объёмам практическую привлекательность для ботаников, садоводов и садовников.
Журнал представляет собой величайшую серию ботанических иллюстраций, а также неизменно высокое качество табличек и авторитет журналов делают эту работу наиболее цитируемой в своем роде. Другие художники 19-го века, которые внесли большой вклад в журнал, включают Аугусту Иннес Уизерс и Энн Хенслоу Барнард, невестку Джозефа Далтона Хукера, которая была активна в период 1879—1894. Пластины ручной росписи были трудоемким процессом, но эту традицию продолжил другой главный иллюстратор, Лилиан Снеллинг (1879—1972), с 1921 по 1948 год. После этого времени был осуществлен фотомеханический процесс. В 1953 году Нелли Робертс, начав иллюстрацию, должна была завершить более 5000 изображений орхидей.
С тех пор он постоянно публиковался, меняя название на The Kew Magazine с 1984 по 1994 год. В 1995 году название вернулось к названию широко цитируемого, Curtis’s Botanical Magazine. Он продолжает издаваться Королевским ботаническим садом Кью как издание для интересующихся садоводством, экологией или ботаническими иллюстрациями.
Аббревиатура журнала — Curtis’s Bot. Mag. или Botanical Magazine в цитировании ботанической литературы.